# Bojary (sielsowiet Kamienny Łuh)
Bojary, Bojary Podworańskie I (biał. Баяры, Bajary; ros. Бояры, Bojary) – wieś na Białorusi, w obwodzie grodzieńskim, w rejonie oszmiańskim, w sielsowiecie Kamienny Łuh, przy granicy z Litwą.

## Historia
W XIX i w początkach XX w. położone były w Rosji, w guberni wileńskiej, w powiecie wileńskim, w gminie Ilino. Po I wojnie światowej pod administracją polską, w Zarządzie Cywilnym Ziem Wschodnich. W latach 1920–1922 w składzie Litwy Środkowej.
Od 11 kwietnia 1922 leżały w Polsce, w województwie wileńskim, w powiecie wileńsko-trockim, w gminie Turgiele. Wieś dzieliła się na dwie grupy zabudowań, nazywane Bojary Podworańskie I i II. W 1931 miejscowość liczyła 101 mieszkańców, zamieszkałych w 19 budynkach.
Po II wojnie światowej w granicach Związku Sowieckiego. Po rozpadzie ZSRS w 1991 wieś została przedzielona litewsko-białoruską granicą państwową. Bojary I znalazły się na Białorusi, natomiast Bojary II na Litwie.